# Saint-Benoit-en-Diois
Saint-Benoit-en-Diois is een gemeente in het Franse departement Drôme (regio Auvergne-Rhône-Alpes) en telt 28 inwoners (2009). De plaats maakt deel uit van het arrondissement Die.

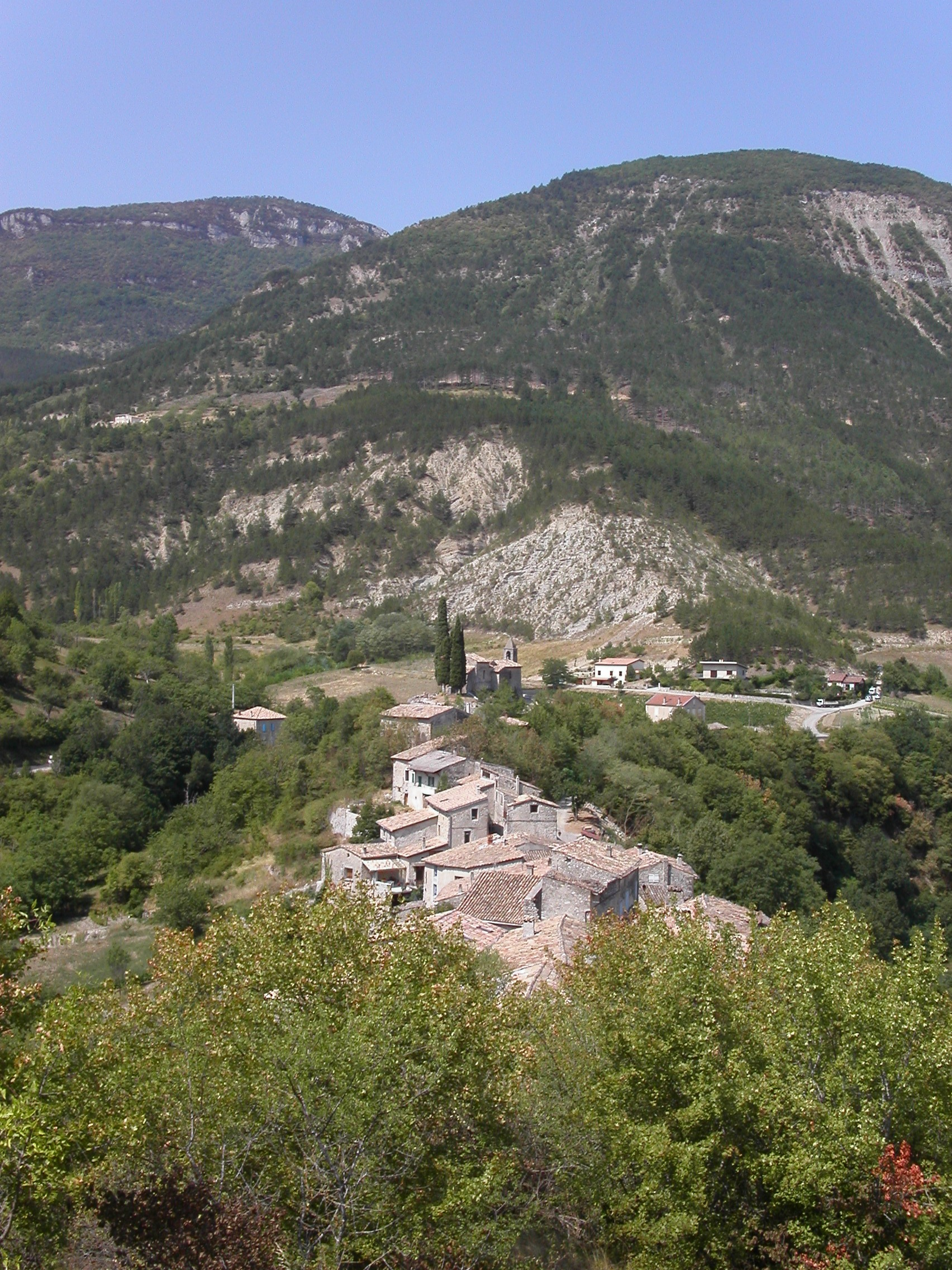
Ruïnes van het kasteel bij Saint-Benoit-en-Diois
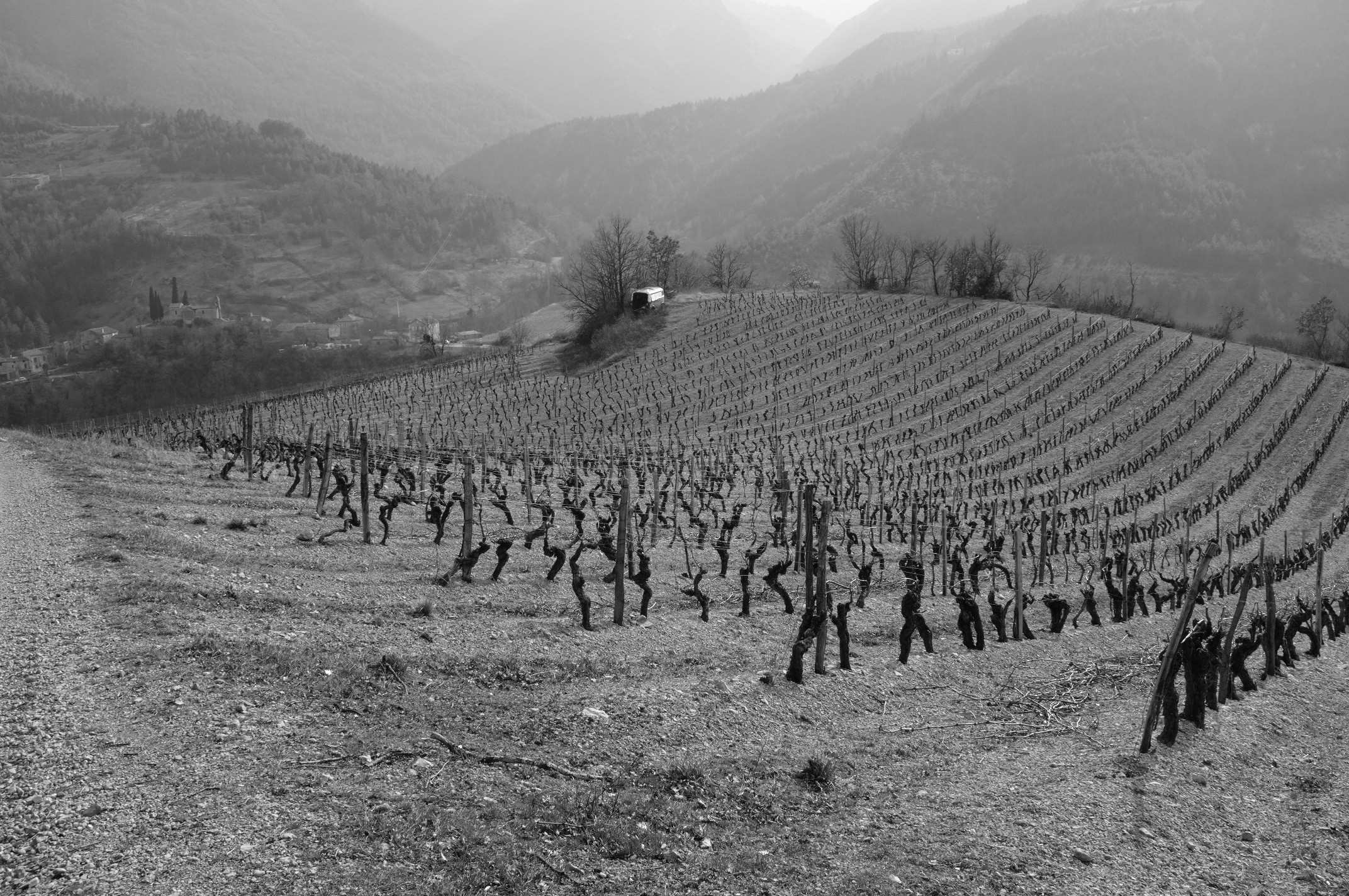
Wijngaard bij Saint-Benoit-en-Diois
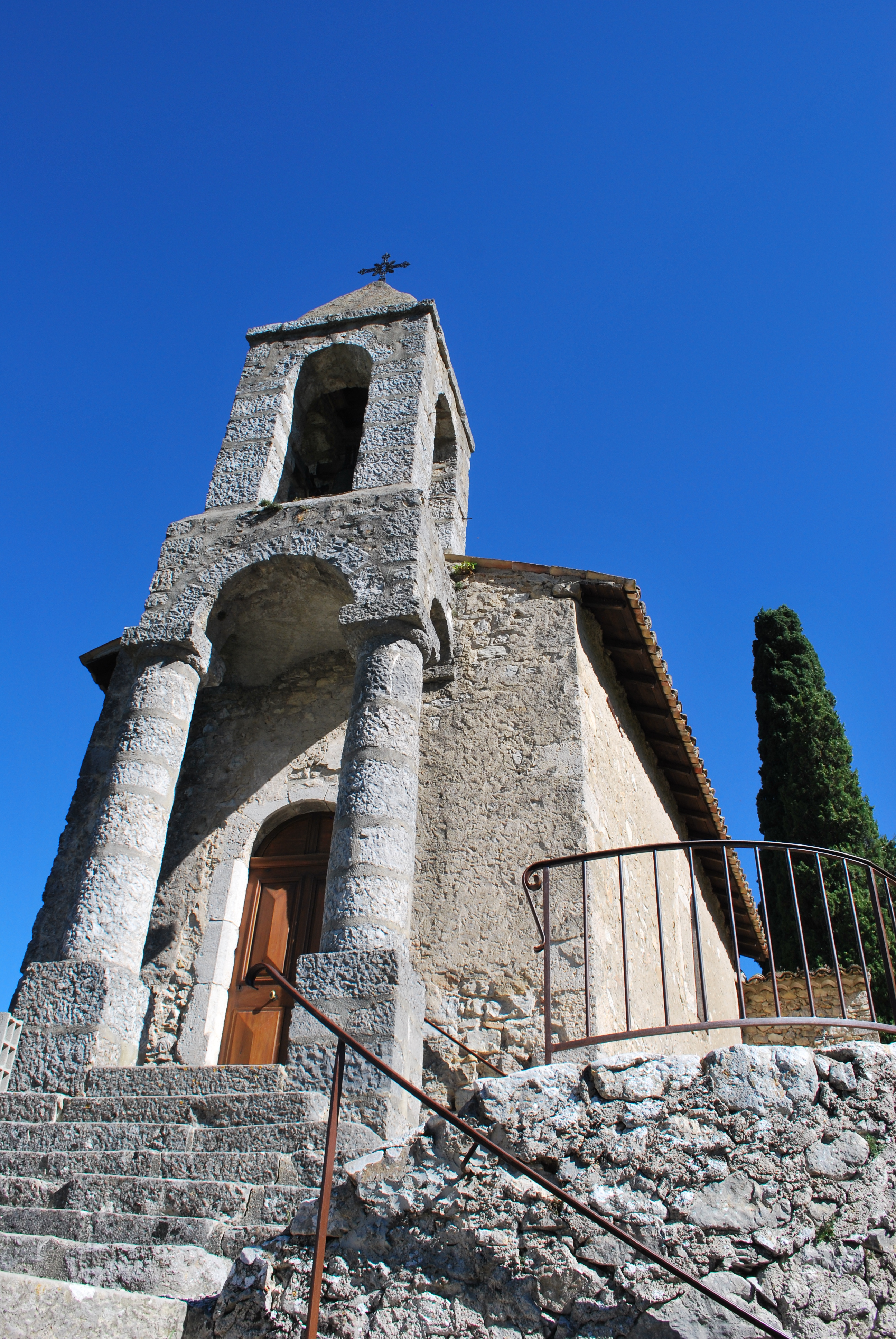
Kerk van Saint-Benoit-en-Diois

## Geografie
De oppervlakte van Saint-Benoit-en-Diois bedraagt 9,7 km², de bevolkingsdichtheid is dus 2,9 inwoners per km².

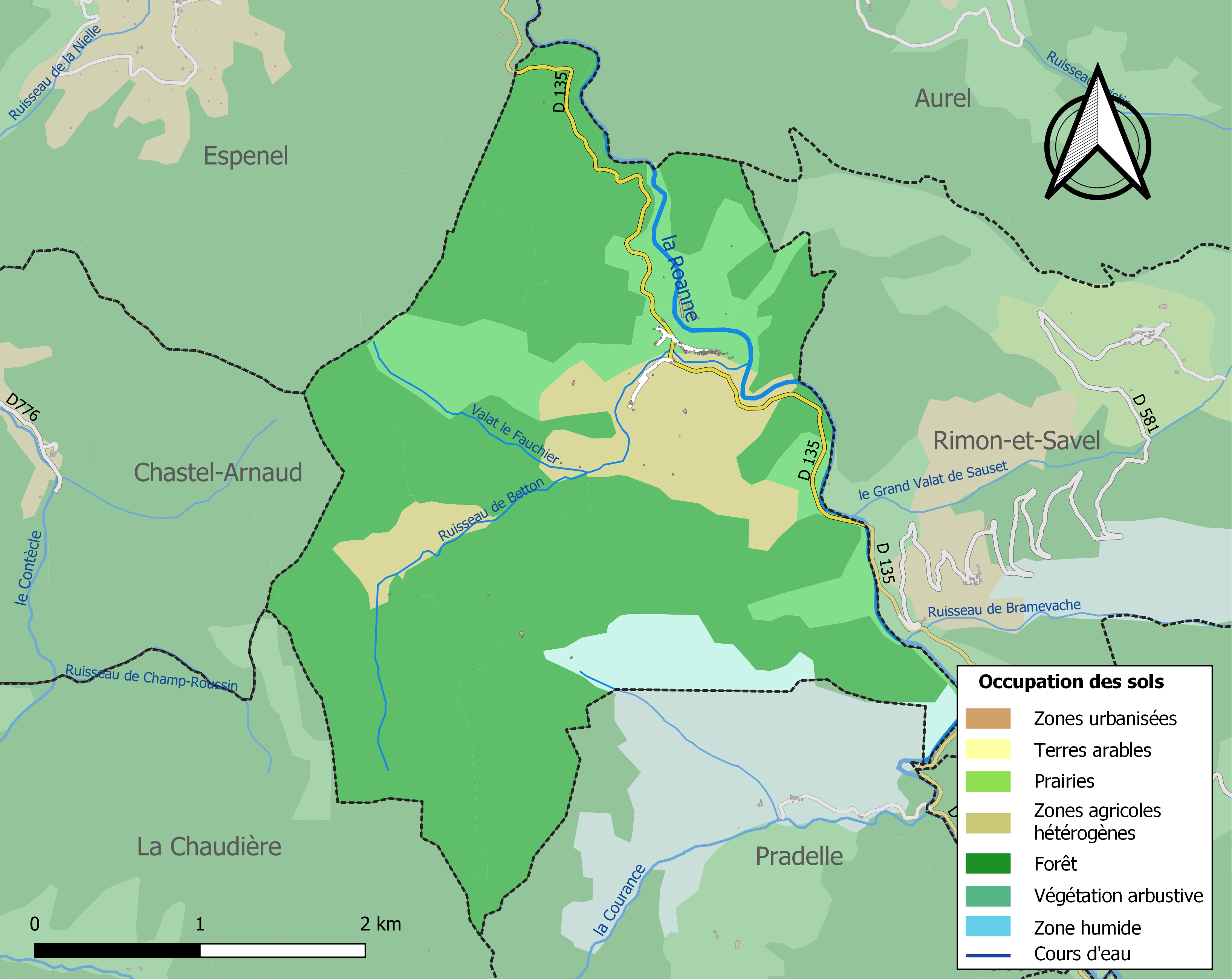
Kaart van de gemeente met belangrijkste infrastructuur, bodemgebruik en omliggende gemeenten

## Demografie
Onderstaande figuur toont het verloop van het inwonertal (bron: INSEE-tellingen).